# 岡本公三
岡本公三（Okamoto Kōzō，1947年12月7日—）是一名共产主义者与日本赤军的成员，曾与奥平刚士、安田泰之参加卢德国际机场扫射事件。

## 生平
冈本公三是校长最小的孩子。他的哥哥冈本武(Takeshi Okamoto)是共産主義者同盟赤軍派的成员。1970年3月，冈本武劫持了一架飞往朝鲜的客机。他是一个24岁的植物学学生，当他被招募到日本赤军。他后来在黎巴嫩被拘留。冈本在黎巴嫩期间皈依了伊斯兰教。他后来在以色列监狱里要求皈依犹太教。

## 盧德國際機場掃射事件
在1972年5月30日，冈本公三与奥平刚士、安田泰之通过法國航空132航班从罗马飞抵以色列的卢德机场（今本-古里安国际机场）。冈本伪造的护照上的名字是难波大助，曾刺杀裕仁太子未遂。下飞机后，日本赤军的三名成员前往行李领取区。他们在取回行李后，拿出装在行李箱内的自动武器，并向行李认领区内的其他乘客开火。
这次袭击是解放巴勒斯坦人民阵线-对外行动(PFLP-EO)和日本赤军的联合行动。联合行动背后的想法是 JRA 为 PLFP 进行攻击，反之亦然，以减少怀疑。这个计划奏效了，因为冈本和他的战友们在进攻之前几乎没有引起任何注意。
冈本和他的战友杀了26个人，伤了80多个人。其中十七名受害者是来自波多黎各的基督教朝圣者。
安田泰之被其他袭击者意外射杀。奥平刚士刚是被自己的手榴弹炸死的，可能是因为过早引爆，也可能是自杀。冈本在试图逃离航站楼时受伤并被俘。

## 审判和释放
冈本根据《1948年紧急状态条例》(英語：1948 Emergency Regulations)在以色列军事法庭受审。他的法庭指定的律师是马克斯 · 克里茨曼和大卫 · 罗特利维；克里茨曼是首席律师，有根据《紧急状态条例》为以色列人辩护的经验。对于冈本，他抱怨说“这个人不会合作”。冈本承认有罪，确保自己没有被判处死刑。
他还抗议他的律师要求进行精神评估。冈本在他的最后陈述中告诉法庭： “当我还是个孩子的时候，我被告知，当人们死去的时候，他们会成为星星……我们三个赤军士兵想在我们死后成为猎户座。”
冈本在以色列被判处无期徒刑。在监禁期间，他要求皈依犹太教，并试图用指甲钳给自己割包皮。他说，他在监禁期间受到酷刑，“被迫像狗一样吃东西”，从监禁中走出来的时候很憔悴。
1973年7月20日，人阵和日赤军的特工参与了日本航空404號班機劫機事件，要求释放冈本以换取船上的人质，但以色列拒绝服从。冈本在服刑13年后于1985年获释，这是吉布里勒协议的一部分，该协议是与巴勒斯坦激进派别交换被俘以色列士兵行动的一部分。冈本从以色列监狱获释后，先后去了利比亚、叙利亚，最后到了黎巴嫩，在那里他与日本赤军的其他成员团聚。2012年，冈本被认为生活在黎巴嫩。

## 于黎巴嫩的避难
1997年2月15日，黎巴嫩以使用伪造护照和违反签证的罪名拘留了五名赤军成员，他们是： 和光晴生、足立正生、Mariko Yamamoto、 Kazuo Tohira和冈本。他们被判处三年徒刑。判决是由法官 Soheil Abdul-Shams 于1997年7月31日作出的。在服刑期满后，JRA的其他四名成员被强行驱逐到约旦，并从约旦安曼乘坐俄罗斯包机前往日本。然而，黎巴嫩政府给予冈本政治庇护，因为根据黎巴嫩政府的说法，他“参加了反以色列的抵抗行动，并在以色列监狱中受到酷刑”。
冈本仍然被日本警方通缉，日本已经要求引渡他。据报道，截至2016年，他住在贝鲁特附近的一个难民营。
2017年5月，冈本接受了贝鲁特每日新闻的采访。他说“我想立刻回日本”。
2022年5月30日，冈本出席了在贝鲁特举行的纪念袭击50周年的仪式，在日本赤军战友的墓前献上花圈，并与人阵支持者合影留念。

### 书籍参考
- Schreiber, Mark. . Tuttle Publishing. 1996  [September 6, 2011]. ISBN 978-4-900737-34-1.

## 额外链接
- （页面存档备份，存于） Press Conference The Ministry of Foreign Affairs of Japan 21 March 2000. Regarding the arrest of members of the JRA.[日本外务省关于逮捕日本赤军成员的问题新闻发布会。2000年3月21日]
- The Terrorist Attack on Lod Airport: 40 Years After,King Hussein Expresses Sympathy, the Government Considers the Death Penalty, Israel State Archives [罗德机场恐怖袭击： 40年后，侯赛因国王表示同情，政府考虑死刑，以色列国家档案馆]